# Jung Sung-ha
Đây là một tên người Triều Tiên, họ là Jung.
Jung Sung-ha (tiếng Hàn: 정성하, Romaja Quốc ngữ: Jeong Seong-ha, sinh ngày 2 tháng 9 năm 1996), thường được biết đến với nghệ danh Sungha Jung (đảo ngược họ tên), là một nam nhạc sĩ kiêm nghệ sĩ guitar người Hàn Quốc. 
Anh còn được biết đến như "thần đồng guitar" nhờ ngón đàn guitar điêu luyện và khả năng viết nhạc của mình khi còn nhỏ. Anh đạt được sự nổi tiếng nhờ YouTube với tài khoản của mình - jwcfree. Đến tháng 7 năm 2018, kênh của anh có 1,5 tỷ lượt xem, hơn 5,1 triệu lượt đăng ký, đạt 15 giải thưởng trên Youtube trong đó có 6 giải Nhất
Sung-ha đã cover nhiều bài hát nổi tiếng: "Happy New Year" (ABBA), "Beat It" (Michael Jackson), "My Heart Will Go On"... cùng với những bài nhạc trẻ thế giới và Hàn Quốc như "Dream"(Suzy, Baekhuyn), "Rain" (Taeyeon), "Haru Haru" (BIGBANG), Everytime (Chen, Punch), "Payphone" (Maroon5), A Thousand Year (Christina Perri)... Đồng thời, anh cũng sáng tác các bài nhạc "Irony", "Gravity", "Flaming", "The Milky Way", "Rainy Day"...
Anh đã hợp tác với nhiều nghệ sĩ guitar như Kotaro Oshio, Ulli Boegershausen, Trace Bundy, Thomas Leeb, Andy McKee... cùng các nhạc sĩ, ngôi sao giải trí: Jason Mraz, 2NE1, G-Dragon, Hyorin (SISTAR), Sam Tsui, Megan Lee, Roy Kim, Lee Chan Hyuk (Akdong Musician), Yoo Seung Woo, Văn Mai Hương, Quang Đăng...
Sung-ha đã phát hành 8 album phòng thu (trong đó có 7 album solo) bao gồm Perfect Blue, Irony, The Duets, Paint it Acoustic, Monologue và Two of Me, L'Atelier, Mixtape và mới đây nhất là Andante

## Tiểu sử
Sung-ha sinh ngày 2 tháng 9 năm 1996 tại Cheongju, Hàn Quốc. Cha mẹ của Sung-ha là ông Jung Woo-chang (정우창) và bà Park Eun-joo (박은주), anh có một em gái tên là Jung Soo-ha (정수하). Ông Woo-chang chính là người đã đưa con trai đến với guitar, sau khi Sung-ha xem cha mình chơi loại nhạc cụ này và cảm thấy nó thú vị hơn cả piano. Ông đã dạy cậu những kĩ thuật cơ bản của guitar như hợp âm và đệm, nhưng sau đó Sung-ha đã thể hiện năng khiếu của mình ở thể loại fingerstyle guitar - kỹ thuật sử dụng linh hoạt ngón tay, móng tay hoặc pick gảy để hoà phối hai phần giai điệu (melody) và hoà âm (harmony) trên đàn guitar, khiến âm thanh như được tạo ra bởi một dàn nhạc. Sung-ha bắt đầu tự phát triển kĩ thuật của mình bằng việc học qua các clip trên mạng, tìm tòi và luyện tập. Thời gian sau, nghệ sĩ guitar jazz người Nhật - Hata Shuji - trở thành thầy dạy guitar của anh.
Ông Woo Chang đã lập tài khoản Youtube mang tên jwcfree và đăng tải các clip chơi đàn của Sung-ha. Vào năm 2008, bản cover nhạc phim "Cướp biển vùng Caribbean" của cậu - giờ đây có hơn 50 triệu lượt xem - đã giúp anh trở thành hiện tượng internet năm đó và được mọi người biết đến nhiều hơn, đồng thời dành tặng cho anh biệt danh "thần đồng guitar Hàn Quốc".
Nghệ sĩ guitar Nhật Bản Oshio Kotaro (người đã sáng tạo kỹ thuật nail attack ở fingerstyle guitar) đã truyền cảm hứng cho Sung-ha theo đuổi phong cách fingerstyle. Đồng thời, Ulli Boegershausen - nghệ sĩ guitar người Đức kì cựu - đã tình nguyện trở thành người cố vấn, dạy dỗ và giúp đỡ Sung-ha trong sự nghiệp. 2 album đầu của Sung-ha là Perfect Blue và Irony đều do ông Ulli sản xuất.

#### Học vấn
Anh kết thúc chương trình học văn hoá tại trường lớp vào cuối năm cấp 2, sau đó bắt đầu học tại nhà.
Năm 2016, Sung-ha chia sẻ lúc nhỏ anh chơi đàn khoảng 7,8 tiếng/ngày, hiện nay chỉ còn khoảng 4 tiếng/ngày. Từ năm 2015, Sung-ha bắt đầu học tại Seoul Jazz Academy và có ý định chuyển tiếp sang Berklee College of Music.

## Sự nghiệp

### Sáng tác
Từ khi bắt đầu sự nghiệp chơi đàn của mình, Sung-ha đã chọn chơi lại các bài hát nổi tiếng với phong cách fingerstyle để phát triển bài bản khả năng của mình. Lúc còn nhỏ anh thường chơi những bản chuyển soạn hoặc cover sáng tác đã có sẵn của nhiều nghệ sĩ khác như bản cover Cướp biển vùng Caribbean (soạn lại bởi Wolfgang Vrecun), Canon Rock (Jerry C), Fight (Kotaro Oshio)… nhưng khi trưởng thành, Sung-ha đã hầu hết tự chuyển soạn lại nhiều bài hát nổi tiếng, tiêu biểu là River Flows In You & Kiss the Rain (Yiruma), Billie Jean (Michael Jackson), Somebody That I Used To Know (Gotye), Gangnam Style (PSY), Misery (Maroon5), Set Fire to the Rain (Adele)… đồng thời tiếp tục chơi lại các bản nhạc có sẵn: Guitar Boogie (Tommy Emmanuel), Start (Depapepe), Silver Wings (Tanaka Akihiro)...
Sung-ha còn tự sáng tác nhiều bản nhạc gốc với các giai điệu khác nhau. Anh thừa nhận phong cách nhạc của mình thời gian đầu chịu ảnh hưởng từ Kotaro Oshio vì ông ấy là người mà anh xem như "thần tượng" của mình. Tính tới thời điểm tháng 5 năm 2016, Sung-ha đã cho ra mắt 7 album phòng thu, trong đó có 6 album solo. Album phòng thu đầu tiên Perfect Blue được phát hành vào tháng 6 năm 2010 đánh dấu sự trưởng thành trong sự nghiệp âm nhạc của Sung-ha. Hai album đầu được thu âm tại studio của Ulli Boegershausen ở Đức.
Nhiều người cho rằng Sung-ha là thành viên của YG Entertainment vì vào khoảng thời gian 2011-2012, gần như bất kỳ ca khúc nào của 2 nhóm nhạc 2NE1 và BIGBANG (những nhóm nhạc của hãng YG) được phát hành thì ngay sau đó sẽ có một phiên bản Jung Sung-ha xuất hiện trên Youtube. Trong lúc đó, ban giám đốc của YG dường như đã quan tâm nhiều hơn đến Sung-ha và anh bắt đầu xuất hiện trong chương trình YG On Air để đệm đàn cho 2NE1 trong 2 bài hát "I Love You" và "Lonely". Sau đó anh kết hợp với G-Dragon trên sân khấu Inkigayo để trình diễn bài "That XX". Trong một buổi phỏng vấn, anh cùng Megan Lee - ngôi sao Youtube người Mỹ gốc Hàn - trả lời rằng họ rất hâm mộ những nhóm nhạc của YG và mong muốn được làm thực tập sinh của công ty này. Thực chất, Sung-ha đã làm việc độc lập ngay từ khi còn nhỏ, cùng sự trợ giúp của một số nghệ sĩ guitar khác và phát hành tất cả album của mình với hãng đĩa riêng: Sungha Jung Music.

#### Album nhạc

##### Perfect Blue[2]
Perfect Blue là album đầu tay của Sung-ha, cũng là album solo thứ nhất với sự trợ giúp thu âm của Ulli Boegershausen và Thomas Kessler, được phát hành chính thức vào ngày 17 tháng 6 năm 2010 bao gồm 12 bản cover khác nhau và 2 bài nhạc tự sáng tác. Ông Ulli đã dành tặng lời khen có cánh cho tác phẩm âm nhạc này của Sung-ha: (tạm dịch)
Cho tới nay, mọi người đã biết về những khả năng đáng ngạc nhiên của Sung-ha dưới danh nghĩa là một nghệ sĩ guitar fingerstyle. Màn biểu diễn tuyệt diệu của cậu ấy đã nhanh chóng giúp cậu trở thành ngôi sao YouTube. Tuy nhiên, khi điều đó được thể hiện qua 1 chiếc đĩa CD, đó trở thành thứ âm nhạc có ảnh hưởng nhất. Phép màu thực sự chính là một cậu bé 13 tuổi chơi nhạc bằng guitar với cảm xúc sâu lắng, bản nhạc tuyệt vời và sự truyền tải đầy trưởng thành. Một mức độ chuyên nghiệp đỉnh cao và hơn thế nữa được thể hiện qua bài Hazy Sunshine và Perfect Blue. Cậu bé đã cho ra hai bản nhạc rất có thể trở thành những bản guitar bất hủ. Sung-ha sẽ làm mọi người quên đi tuổi tác của cậu. Hãy thưởng thức album nhạc guitar tuyệt vời này. Thưởng thức âm nhạc của cậu ấy – thứ chắc chắn sẽ chạm tới trái tim bạn.
1. Hazy Sunshine (tự sáng tác)
2. Billie Jean
3. One Of Us
4. California Dreaming
5. Love Of My Life
6. Fields Of Gold
7. Superstition
8. Perfect Blue (tự sáng tác)
9. More Than Words
10. Livin' On A Prayer
11. A Whiter Shade Of Pale
12. Wake Me Up When September Ends
13. Twist In My Sobriety
14. I Believe I Can Fly

##### Irony[3]
Irony là album phòng thu thứ hai của Sung-ha, đồng thời là album solo thứ 2, được phát hành chính thức vào ngày 21 tháng 9 năm 2011. Ulli Boegershausen và Thomas Kessler tiếp tục là nhà sản xuất cho sản phẩm này. Album này là chứa đựng những bản chuyển soạn các bài nhạc nổi tiếng, đồng thời thể hiện được khả năng sáng tác ở tuổi 15 của Sung-ha: "River Flows in You" (soạn lại từ bản piano gốc của Yiruma), "Lonely" (2NE1), "Tree in the Water" (bài nhạc mà anh viết dành cho em gái mình – Soo Ha)
1. For You (dành tặng fan)
2. Irony
3. Been Already a Year
4. Fly Like the Wind
5. Waterfall
6. They Don't Care About Us
7. Fragile
8. The Winner Takes It All
9. Songbird (viết tặng nữ ca sĩ Go Younha)
10. Farewell (dành tặng fan)
11. Tree in the Water
12. Beat It
13. River Flows in You
14. Lonely

##### The Duets[4]
Album phòng thu thứ 3 – The Duets được phát hành vào ngày 17 tháng 12 năm 2012. Đây không phải album solo bởi nó bao gồm các bản song tấu của Sung-ha với các nghệ sĩ guitar Nhật Bản: Rynten Okazaki, Shun Komatsubara, Masa Sumide, Aki Miyoshi, Akihiro Tanaka.
1. Change the World
2. Wayfaring Stranger
3. Obladi Oblada
4. Perfect Blue
5. La Belle Dame Sans Regrets
6. Hazy Sunshine
7. Shape of My Heart
8. Kokomo
9. Irony

##### Paint it Acoustic[5]
Sung-ha đánh dấu việc đưa tên mình trong vai trò nhà sản xuất bằng album phòng thu thứ 4 (album solo thứ 3) cùng với Tanaka Akihiro. Paint it Acoustic được ra mắt vào ngày 15 tháng 4 năm 2013. Trong số 14 bản nhạc của album này, 1 nhạc cụ mới được anh sử dụng lần đầu tiên cho tác phẩm phòng thu của mình là một cây baritone guitar của Lakewood dòng J-32 có chữ ký của anh được khắc trên cần đàn – dùng để chơi bài "Gravity". Riêng với track thứ năm của album – "On a Brisk Day", nó đã trở thành bản song tấu đầu tiên do chính Sung-ha sáng tác.
1. Felicity
2. The Phantom of the opera
3. Sorry
4. Friends
5. On a Brisk Day
6. I remember You
7. Nostalgia
8. With or Without You (với Trace Bundy)
9. Opening-Jinseino Merry Go Round
10. Gravity
11. Hot Chocolate
12. Monster (BIGBANG)
13. Fanoe (với Ulli Bogershausen)
14. Coming Home (với Ulli Bogershausen)

##### Monologue[7]
Monologue là album phòng thu thứ 5, đồng thời trở thành album solo thứ 4 - được phát hành vào ngày 28 tháng 4 năm 2014. Đây là album đánh dấu mạnh mẽ bước ngoặt trong sự nghiệp sáng tác âm nhạc của Sung-ha khi chứa đựng gần như toàn bộ các bản nhạc do anh sáng tác (trừ "Carrying You" là chuyển soạn từ bài của Joe Hisaishi). Sung-ha ghi tên mình ở mục nhà sản xuất một cách độc lập trong album này. Nhiều nghệ sĩ guitar nổi tiếng đã bình luận một cách tích cực: (tạm dịch)
Thật sự là một điều hứng khởi và đầy vinh dự khi được theo chân Jung Sung-ha trên hành trình âm nhạc của cậu ấy ngay từ những bước đi đầu tiên. Monologue đứng vững một cách đáng tự hào, như là bước đi chắc nịch của cậu ấy và tôi mong chờ được nghe những bước đi này sẽ đưa cậu ấy đến đâu. - Thomas Leeb
Thông thường mất khoảng vài lần để tôi có thể thực sự thích một album, nhưng tôi sẵn sàng nói rằng Monologue chính là album của Jung Sung-ha mà tôi thích nhất. Giai điệu của những bài nhạc này cho thấy khả năng viết nhạc của cậu ấy ngày càng tuyệt vời. Làm tốt lắm Sung-ha. Đã đến lúc đưa album này lên đỉnh cao rồi! - Trace Bundy
1. First Step
2. The Milky Way
3. Sunset In Paris
4. Lost In Memories
5. Flaming (baritone guitar)
6. Carrying You (From "Laputa: Castle In The Sky")
7. Walking On Sunday
8. Present
9. Sprint
10. Mellow Breeze
11. Mosaic (song tấu)
12. Again[8]

##### Two of Me[9]
Album phòng thu thứ 6 (album solo thứ 5) của Sung-ha đã được ra mắt vào ngày 1 tháng 5 năm 2015. Đúng với tên gọi của mình, Two of Me mang ý tưởng về "hai bản thân". Vì vậy gần một nửa các bản nhạc gốc của Sung-ha trong album này là những bản song tấu được Sung-ha tự thể hiện. Track thứ 12 – "Rainy Day" mang tới sự mới lạ vì nó không chỉ đơn thuần mang âm thanh của guitar mà kèm theo đó là tiếng đàn dương cầm. Bài "Stars" được anh sáng tác để tưởng nhớ những học sinh đã qua đời vì vụ chìm phà Sewol vào tháng 4 năm 2014.
1. Prelude/April
2. Riding A Bicycle

1. Backpacking
2. Waiting
3. Carol In Spring
4. Harmonize (baritone guitar)
5. Stars
6. Fairy Tale
7. Late Autumn
8. Wild And Mild
9. Summer Break
10. Rainy Day[10]

##### L'Atelier[11]
Ngày 13 tháng 5 năm 2016, anh đã cho ra mắt album phòng thu thứ 7 của mình, đồng thời là album solo thứ 6. Tên album lần này được đặt dưới một cái tên tiếng Pháp: L’Atelier. Sung-ha giải thích rằng mình đặt tên như vậy vì từ "atelier" trong tiếng Pháp là "xưởng vẽ, studio nghệ thuật". Việc thêm từ "le" như "the" trong tiếng Anh vào để kết hợp cho ra tên gọi "L’Atelier" ý nói về studio làm việc của một nghệ sĩ, trong trường hợp này chính là Sung-ha. Phong cách của album mang hướng độc đáo như jazz, blue hay valse...
1. On Cloud Nine
2. L’Atelier
3. In the Midnight
4. Siesta
5. Fly Away
6. Catching the Beat (baritone guitar)
7. Seventh #9
8. Every Now and Then
9. Nocturne
10. Take Five (The Dave Brubeck Quartet, baritone guitar)

##### Mixtape
Ngày 12 tháng 5 năm 2017 vừa qua, Sung-ha đã phát hành album phòng thu thứ 8, đồng thời là album solo thứ 7 mang tên Mixtape. Đây cũng là album đầu tiên bao gồm 10 bài nhạc hoàn toàn là sự chuyển soạn, cover những bài hát pop Âu Mỹ và các bản nhạc jazz kinh điển. Các bài hát trong đây đều ảnh hưởng lớn tới Jung Sung-ha trong nhiều năm qua, đánh dấu sự trưởng thành trong phong cách của nghệ sĩ trẻ tuổi này.
1. Isn’t She Lovely
2. Don’t Know Why
3. (They Long To Be) Close To You
4. Sunny
5. Tears in Heaven
6. Englishman in New York
7. Fly Me To the Moon
8. Lullaby of Birdland
9. Autumn Leaves
10. Antonio’s Song

## Các nhạc cụ[12]
Cây đàn guitar đầu tiên của Sung-ha là một cây đàn gỗ dán (plywood) chưa tới 60$. Bản nhạc duy nhất mà Sung-ha chơi với cây đàn này là Anak (27/6/2008). Cha của Sung-ha sau đó quyết định mua cho anh một cây đàn mới tốt hơn: Cort Earth 900. Với cây đàn này, Sung-ha đã chơi hai bản nhạc Akaskero và Blue Moon. Cây đàn thứ ba của anh được thiết kế riêng bởi hãng Selma, với kích thước nhỏ và làm bằng gỗ vân sam (spruce), được viết trên đó là dòng nhắn nhủ của Thomas Leeb "Keep on grooving. To my friend, Thomas Leeb". Từ ngày 1/1/2009, hãng đàn Lakewood danh tiếng của Đức, cùng với sự hỗ trợ của nghệ sĩ guitar Ulli Boegershausen đã tài trợ cho Sung-ha một cây đàn acoustic model A48CP chất lượng AAAA (mặt đàn làm từ gỗ vân sam, lưng và hông đàn từ gỗ mun Macassar) trị giá 5800 euro lúc bấy giờ.
Sau đó, Lakewood đã thiết kế một model mang tên của Sung-ha - Sungha Jung Signature - đồng thời bán rộng rãi trên trang web chính thức của Lakewood. Một số model khác như M48CP (chuyên sử dụng để thu âm cho album), M32CP do Sung-ha tự thiết kế, J32 dòng baritone guitar đều có chữ ký trên cần đàn, M18 cũng được anh sở hữu.
Cuối năm 2015, hãng Sire cho ra mắt series Sungha Jung Artist Series bao gồm A5/A6 Dreadnought và A7 Cutaway.
Hãng Yamaha có 2 sản phẩm được Sung-ha sở hữu là classical guitar và silent guitar.
Với guitar điện, hãng Gibson đã tài trợ cho Sung-ha một cây Les Paul standard black, Les Paul Traditional Honey Burst và mới đây vào năm 2015 là model ES-335. Trong clip cover "Canon Rock" năm 2012, anh sử dụng 1 cây guitar điện của Fender.
Sung-ha chơi ukulele có model riêng được khắc chữ ký của hãng aNueNue, bao gồm aNueNue Signature Custom Oahu Koa III ANN_SHJ3 cỡ Tenor và aNueNue Signature Custom Mahogany ANN_SHJ2 cỡ Concert. Từ năm 2013 cho đến nay, anh sử dụng đàn ukulele hãng Kamaka từ Hawaii.
Ngoài ra, đàn organ Korg M50 được Sung-ha dùng để sáng tác bài "Rainy Day" trong album Monologue.

## Thiết bị sử dụng
Đàn guitar: 
- Lakewood
- Sire
- Gibson
- Fender

Đàn ukulele: 
- aNueNue
- Kamaka

Dây đàn: Elixir
Pickup: 
- Oval
- Sunrise